# Кубок Північної Македонії з футболу 2023—2024
Кубок Північної Македонії з футболу 2023–2024 — 32-й розіграш кубкового футбольного турніру в Македонії. Титул вперше здобув Тиквеш.

## Календар
| Раунд        | Дата               | Матчі | Клуби   |
| ------------ | ------------------ | ----- | ------- |
| Перший раунд | 20 вересня 2023    | 12    | 28 → 16 |
| 1/8 фіналу   | 25 жовтня 2023     | 8     | 16 → 8  |
| 1/4 фіналу   | 8–9 листопада 2023 | 4     | 8 → 4   |
| 1/2 фіналу   | 3–17 квітня 2024   | 2     | 4 → 2   |
| Фінал        | 22 травня 2024     | 1     | 2 → 1   |

## Перший раунд
| Команда 1            | Рахунок      | Команда 2          |
| -------------------- | ------------ | ------------------ |
| 20 вересня 2023      |              |                    |
| Янг Тім (Струга) (3) | 0:0 пен. 4:3 | Побєда (2)         |
| Новаці (2)           | 0:8          | Брегальниця (Штип) |
| Башкімі (2)          | 1:1 пен. 4:3 | Скоп'є (2)         |
| Арсімі (2)           | 1:2          | Тиквеш             |
| Кожуф (2)            | 0:2          | АП Брера           |
| Карбінці (3)         | 0:10         | Воска Спорт        |
| Охрид (2)            | 2:0          | Детоніт (2)        |
| Беласиця (2)         | 0:0 пен. 0:3 | Гостивар           |
| БВК Коняри (3)       | 0:8          | Шкупі              |
| Беса (Добри Дол) (2) | 1:1 пен. 4:5 | Вардар (Скоп'є)    |
| Тетекс (2)           | 0:3          | Работнічкі         |
| Веллазерімі 1977 (3) | 0:4          | Пелістер (2)       |

## 1/8 фіналу
| Команда 1          | Рахунок      | Команда 2               |
| ------------------ | ------------ | ----------------------- |
| 25 жовтня 2023     |              |                         |
| Вардар (Скоп'є)    | 0:1          | Македонія Гьорче Петров |
| Брегальниця (Штип) | 11:0         | Янг Тім (Струга) (3)    |
| Работнічкі         | 3:2          | Шкендія                 |
| Сілекс             | 3:2          | Башкімі (2)             |
| Пелістер (2)       | 0:1          | Тиквеш                  |
| Воска Спорт        | 1:0          | Струга                  |
| АП Брера           | 0:0 пен. 5:4 | Гостивар                |
| Шкупі              | 4:0          | Охрид (2)               |

## 1/4 фіналу
| Команда 1               | Рахунок      | Команда 2   |
| ----------------------- | ------------ | ----------- |
| 8 листопада 2023        |              |             |
| Брегальниця (Штип)      | 0:1          | Воска Спорт |
| Тиквеш                  | 1:1 пен. 6:5 | АП Брера    |
| Македонія Гьорче Петров | 1:0          | Сілекс      |
| 9 листопада 2023        |              |             |
| Работнічкі              | 0:1          | Шкупі       |

## 1/2 фіналу
| Команда 1        | Заг.         | Команда 2               | 1-й матч | 2-й матч |
| ---------------- | ------------ | ----------------------- | -------- | -------- |
| 3–17 квітня 2024 |              |                         |          |          |
| Шкупі            | 0:0 пен. 3:5 | Тиквеш                  | 0:0      | 0:0      |
| Воска Спорт      | 3:2          | Македонія Гьорче Петров | 2:0      | 1:2      |

## Фінал
| 22 травня 2024 19:00 CEST |

| Тиквеш                         | 2–1      | Воска Спорт    |
| ------------------------------ | -------- | -------------- |
| - Стойковський 41' - Сілва 59' | Протокол | - Шаркоски 77' |

| Тоше Проескі Глядачів: 7 000 Арбітр: Александар Ставрев (Скоп'є) |